# 4e régiment de uhlans (royaume du Congrès)
Pour les articles homonymes, voir 4e régiment.
Le 4e régiment de uhlans est une unité de cavalerie polonaise faisant partie de l'armée du royaume du Congrès. 

## Historique

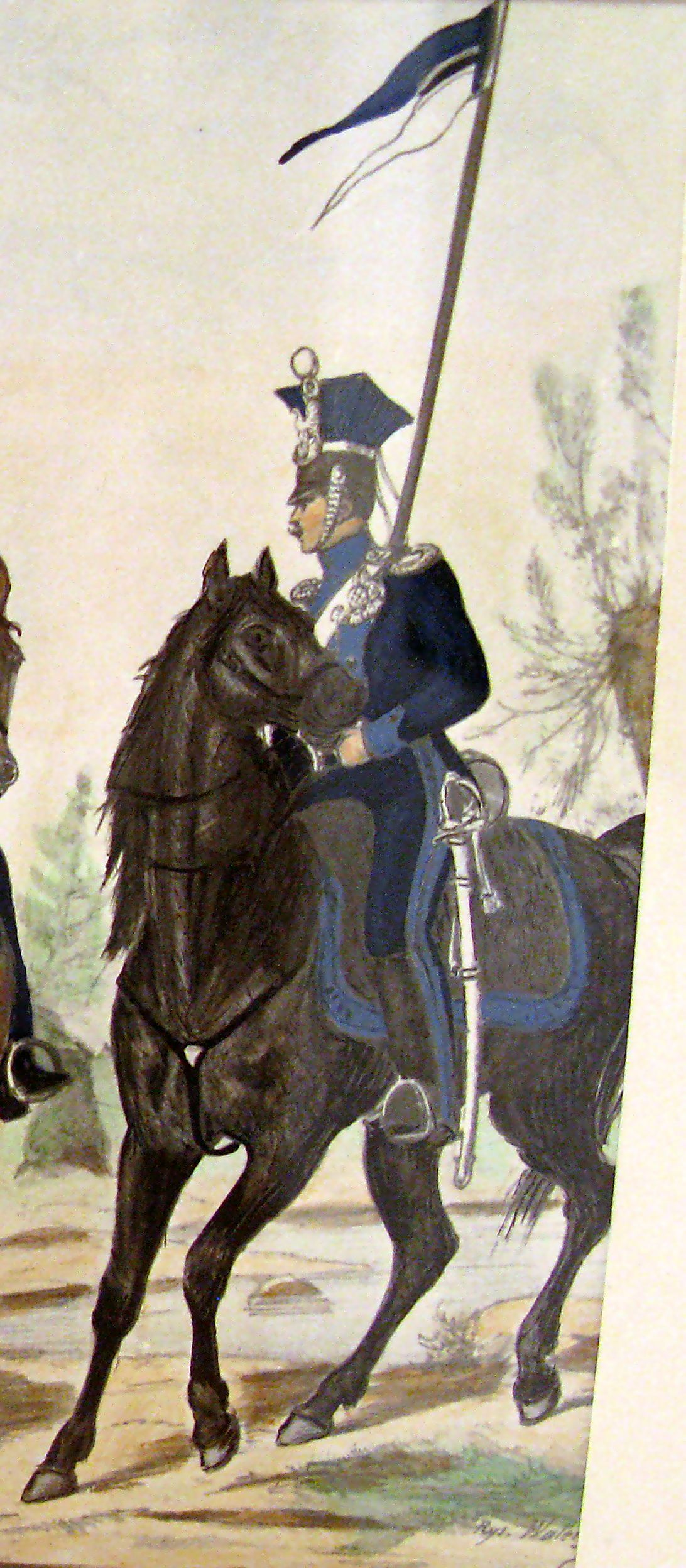
Uhlan du 4e régiment pendant l'insurrection de Novembre.

Le régiment est mis sur pied en 1815. À sa création, il comprend quatre escadrons d'active et un escadron de réserve. Il se répartit en deux « divisions » (formation rassemblant plusieurs escadrons de cavalerie), la première étant constituée des 1er et 2e escadrons et la seconde des 3e et 4e escadrons. Chaque escadron est divisé en deux demi-escadrons, chaque demi-escadron en deux pelotons et chaque peloton en deux sections. Un peloton peut également se subdiviser en trois roty ou escouades. 
Le régiment est intégré à la 2e brigade de la division de uhlans du royaume du Congrès. Au cours de l'insurrection de novembre 1830, le 4e uhlans participe à de nombreuses batailles parmi lesquelles Stoczek, Wawer, Grochów et Varsovie. Pour sa valeur au combat, une croix de chevalier, 22 croix d'or et 23 croix d'argent lui sont distribuées. Après l'échec du soulèvement, l'unité est dissoute dans les voïvodies de Lublin et de Podlachie, plus précisément à Chełm pour l'état-major et le 2e escadron, Horodło pour le 1er escadron, Dubienka pour le 3e escadron, Włodawa pour le 4e escadron et enfin Sokołów pour l'escadron de réserve.

## Chefs de corps
- Colonel Jan Leon Kozietulski
- Colonel Andrzej Ruttie (à partir de 1821)
- Lieutenant-colonel Wincenty Trzebychowski (entré en fonction le 25 février 1831, mort le 27 février)
- Colonel Ignacy Żeliński (à partir du 7 mars 1831)
- Lieutenant-colonel Wojciech Łączkowski (à partir du 27 septembre 1831)[1].

## Uniformes
La couleur distinctive du régiment est le bleu. La flamme surmontant les lances des soldats est bleue et blanche.